# Athena (naturistenvereniging)
Athena is een commerciële Belgische naturistenorganisatie met vijf afdelingen. Drie bij elk van haar parken en twee zonder eigen terrein. In 1955 is deze organisatie opgericht door Irène en Robert Lambrechts. Zij zijn ook de medeoprichters van de Federatie van Belgische Naturisten. Sindsdien wordt Athena als familiebedrijf gerund.
Alle drie parken kennen vaste kampeerplaatsen en vakantiehuizen voor hun leden. Daarnaast worden er onder andere chalets verhuurd en zijn er kampeerplaatsen voor passanten.
De parken zijn alle uitgerust met horeca, een winkeltje, zwembad, sauna en diverse sportvelden.
De drie parken zijn:
- Athena Ossendrecht - Het eerste commerciële Belgische naturistenpark sinds 1958. Dit park ligt overigens om redenen op Nederlands grondgebied in Ossendrecht (Zandvlietseweg 15). Het park ligt aan de grens met Zandvliet en de Brabantse Wal sluit aan op het grenspark Kalmthoutse Heide.
- Athena Helios - Gelegen in Meerbeek (in het Grevenbos 2 aan de Onze Lieve-Heerstraat) bij Kortenberg, Vlaams-Brabant tussen Brussel en Leuven.
- Athena Le Perron - Op de grens van de Eifel en de Ardennen bij de plaats Weismes (Agister 27 bij Walk) in de Oostkantons.

Zonder eigen terrein:
- Athena Gravensteen is een Oost Vlaamse afdeling. Voornamelijk actief in het zwembad van Deinze met vroeger een terrein in Sleidinge (Kluizense Heffink aan de Nieuweweg).
- Athena Westland in West-Vlaanderen. Voornamelijk actief in het zwembad (en op het naaktstrand) van Bredene.

In het verleden was er nog in Limburg de afdeling Heidegouw met terrein in Lillo (Stakeberg) bij Houthalen.
Formeel is in België naturisme niet toegestaan. Hierom is België het enige West-Europese land waar naturisten-locaties en naturistische evenementen van haar bezoekers een verenigingslidmaatschap vereisen (hetzij van de FBN (nationaal), hetzij van de INF (internationaal), waardoor er sprake is van een besloten club. Zo ook geldt dit juridisch voor Athena. Met ongeveer 8000 leden (2018) is het hiermee de grootste naturistenvereniging van Europa.
Door een handigheid in de wet heeft de kustplaats Bredene sinds 30 juni 2001 een naaktstrand bereikbaar via de halte Renbaan van de kusttram. De kustgemeente Middelkerke heeft naar het westen toe bij Lombardsijde overeenkomstige plannen.